# Hybolasius brevicollis
Hybolasius brevicollis är en skalbaggsart som beskrevs av Thomas Broun 1883. Hybolasius brevicollis ingår i släktet Hybolasius och familjen långhorningar. Inga underarter finns listade i Catalogue of Life.